# تشارلز إم. هويت
تشارلز إم. هويت هو سياسي أمريكي، ولد في 27 أغسطس 1827، وتوفي في 1 مايو 1871. انتخب عضو جمعية ولاية ويسكونسن ‏.